# Bad Neighbors 2
Bad Neighbors 2 (Originaltitel Neighbors 2: Sorority Rising) ist eine US-amerikanische Filmkomödie mit Seth Rogen, Rose Byrne und Zac Efron in den Hauptrollen. Der Film ist die Fortsetzung von Bad Neighbors (2014) und lief ab dem 20. Mai 2016 in den US-Kinos. In Deutschland startete der Film bereits am 5. Mai 2016.

## Handlung
Mac und Kelly Radner sind in Erwartung eines zweiten Babys und versuchen ihr Haus zu verkaufen, um so Geld für ein neues, größeres Haus zu bekommen. Das Paar Jessica und Eric Baiers zeigt sich sehr interessiert an dem Haus und schließt mit ihnen einen Escrow-Vertrag, nach welchem der Kauf erst nach einer Frist von 30 Tagen zustande kommt. Die Baiers planen deshalb, in der Zwischenzeit immer mal wieder vorbeizuschauen.
Teddy Sanders organisiert mit Mitgliedern seiner ehemaligen Fraternity Delta Psi Beta ein Abendessen, bei welchem sich herausstellt, dass all seine Freunde etwas aus ihrem Leben gemacht haben und etwas erreicht haben. Nachdem Teddys bester Freund Pete einen Heiratsantrag erhält und zusagt und Teddy danach auch noch bittet auszuziehen, ist Teddy zutiefst betrübt.
Währenddessen haben sich auf einem nahgelegenen Campus eine Gruppe Freshmen-Mädchen auf einer Party der Sorority Phi Lambda versammelt. Nachdem sie die Nacht über feiern, zeigen sich einige der Mädchen bald als sehr unzufrieden mit den bestehenden Praktiken der Phi Lambda. Vor allem das sexuell aufdringliche Verhalten der Jungs, mit denen sich die Phi Lambda zusammentut, ist für sie nicht akzeptabel. Sie beschließen ihre eigene Sorority zu gründen, welche sie Kappa Nu taufen. Die neu gegründete Sorority zeigt Interesse an dem ehemaligen Frat-House der Delta Psi Beta, welches direkt neben dem Haus der Radners steht. Das Haus stellt sich jedoch als viel zu teuer für die Mädchen der Kappa Nu heraus. Teddy, welcher nach seinem Rauswurf im alten Haus seiner Fraternity Zuflucht gesucht und den Problemen der Mädchen aufmerksam zugehört hatte, bietet ihnen seine Hilfe an. Die Mädchen legen ihr ganzes Geld zusammen und machen eine Anzahlung für das Haus, nachdem Teddy ihnen verspricht den Rest des Geldes aufzutreiben. Schon bald ziehen sie in ihr neues Zuhause und veranstalten – zum Schock der Radners – ihre erste große Party. Die Radners bitten Shelby, die Anführerin der Kappa Nu, wenigstens bis zum endgültigen Verkauf des Hauses ihre Partys etwas ruhiger zu gestalten.
Nachdem dieser Versuch erfolglos endet, nehmen die Radners Kontakt zu Shelbys Vater auf, welcher das Vorgehen seiner Tochter jedoch unterstützt. Die Sorority erklärt daraufhin den Radners den Krieg und beginnt ihnen fiese Streiche zu spielen; unter anderem bewerfen sie die Scheiben der Radners mit benutzten Tampons. Mac schlägt zurück, indem er das Haus der Kappa Nu mit Bettwanzen infiziert, was die Mädchen dazu zwingt, einen teuren Kammerjäger anzuheuern. Da sie jetzt wieder in Geldnot sind, beschließen sie auf einer Party Marihuana zu verkaufen. Teddy erklärt den Mädchen, dass er damit nicht einverstanden ist, und wird daraufhin aus dem Haus geworfen. Er beschließt die Seiten zu wechseln und den Radners bei der Bekämpfung der Sorority zu helfen.
Nachdem die Mädchen von Kappa Nu in der Abwesenheit der Radners aus deren Haus alles gestohlen haben, ziehen die Baiers sich vom Kaufvertrag zurück. Auch der Kappa Nu geht es jedoch finanziell immer noch schlecht. Als Ausweg aus der finanziellen Misere veranstalten die Mädchen eine große Party, in der Hoffnung, so genug Geld für die Abzahlung des Hauses einnehmen zu können. Als die Jungs sich auf der Party jedoch extrem rüpelhaft und pervers benehmen, zeigen sich die Mädchen sehr unzufrieden damit, da dieses Verhalten der eigentliche Grund war, warum sie die Sorority gegründet hatten. Kelly hat Mitleid mit den Mädchen und ermutigt sie, ihre Grundsätze weiterhin zu vertreten. Sie beschließen, die Jungs wieder rauszuschmeissen und eine normale Party zu feiern. Diese Party zieht auch die Erstsemester der Phi Lambda an, welche sich nun lieber der Kappa-Nu-Sorority anschließen möchten. Die Mädchen verdienen mit der Party im Endeffekt so viel Geld, dass sie nicht nur das Haus kaufen können, sondern zudem das Haus der Radners als zusätzliche Räumlichkeit mieten möchten. Diese stimmen zu und können sich nun endlich ihr neues Haus kaufen.

## Hintergrund
Anfang Februar 2015 wurde bekannt, dass eine Fortsetzung von Bad Neighbors geplant sei. Nicholas Stoller übernahm erneut die Regie, während Andrew J. Cohen und Brendan O’Brien das Drehbuch verfassten. Auch Seth Rogen, Rose Byrne, Zac Efron und Dave Franco, die Hauptdarsteller aus dem ersten Teil, spielen ihre Rollen erneut. Im Juli 2015 gab Chloë Grace Moretz bekannt, eine Rolle im Film zu übernehmen. Die Dreharbeiten begannen am 31. August 2015 in Dunwoody, Georgia und endeten am 29. Oktober 2015.

## Kritik
Der Film erhielt von Kritikern gemischte Bewertungen. Auf Rotten Tomatoes hält er eine Bewertung von 63 %, basierend auf einer Durchschnittsbewertung von 5,7/10 und 151 gewerteten Kritiken.
Andreas Staben von filmstarts.de vergab 3,5 von 5 Sternen und befand, dass es wieder „viel zu lachen und dazu diesmal etwas mehr Vernunft und Gefühl“ gab.